# Oedothorax montifer
Oedothorax montifer là một loài nhện trong họ Linyphiidae.
Loài này thuộc chi Oedothorax. Oedothorax montifer được James Henry Emerton miêu tả năm 1882.